# エドガー・ド・ラルミナ
エドガー・ド・ラルミナ（フランス語：Edgard de Larminat、1895年11月29日 - 1962年7月1日）はフランスの将官である。二度の世界大戦を戦った。彼は1940年に自由フランス軍に参加した最も重要な軍人の1人である。ラルミナはリベラシオン勲章を受章した。

## 経歴
ラルミナは兵卒として第一次大戦の勃発でフランス陸軍に参加し、1915年までに士官研修を修了した後にヴェルダンの戦いに参加する。その戦争の中で、ラルミナは3回負傷して1回ガスに受傷する。ラルミナは戦争終結までに大尉の階級に昇格した。
1919年10月にサン・シール陸軍士官学校での軍事研究を終えて、ラルミナは植民地軍歩兵隊で志願任務に従事した。その立場で、彼はモロッコで反乱軍との戦闘をし、後にモーリタニアとインドシナ半島で任務に従事した。第二次大戦の勃発で、ラルミナは中佐となりレバントに駐留した。
1940年6月にフランスが降伏した時、ラルミナはまだ中東で勤務していた。ラルミナは拒否して応じずダマスカスに監禁されたが、パレスチナの自由フランス軍に参加するために脱出し逃亡した。ラルミナは後にアフリカでの作戦に従事し、イタリアとフランスの解放の時、北アフリカで第1自由フランス師団長、イタリアでフランスの追撃部隊、フランス本土にてフランス第2軍団長と大西洋陸軍支隊長を歴任した。1945年4月にド・ラルミナは論争となったロワイヤンの都市の砲撃を指揮した。
第二次世界大戦後、ラルミナはいくつかの役職に就く。特に外国部隊の監察総監と植民地軍の監察官など要職を歴任した。ラルミナはまた、自由フランスの初代協会会長を務めた。ラルミナは1956年に退役し予備役となり、1962年に少しの間現役に復帰した。これは1961年にアルジェリアでの植民地軍の反乱に参加したフランス軍士官の行動を審査する命を受け、軍法会議の議長を務めるためであった。その法廷が開かれる前、ラルミナは1962年7月1日に自殺した。

## 受章
- 司令官レジオン勲功章（英語版）
- フランス戦功十字章（英語版）
- レジオンドヌール勲章
- リベラシオン勲章（英語版）

## 著作
- 『Que sera la France de demain 』 n.p. 1943年
- 『L'Armée dans la Nation 』 パリ 1945年
- 『Bertie Albrecht, Pierre Arrighi, General Brosset, D. Corticciato, Jean Prevost, 5 parmi d'autres 』 パリ 1947年
- 『L'Armée européenne 』 パリ 1952年
- 『Chroniques irrévérencieuses 』 パリ 1962年